# Amtsgericht Neheim-Hüsten

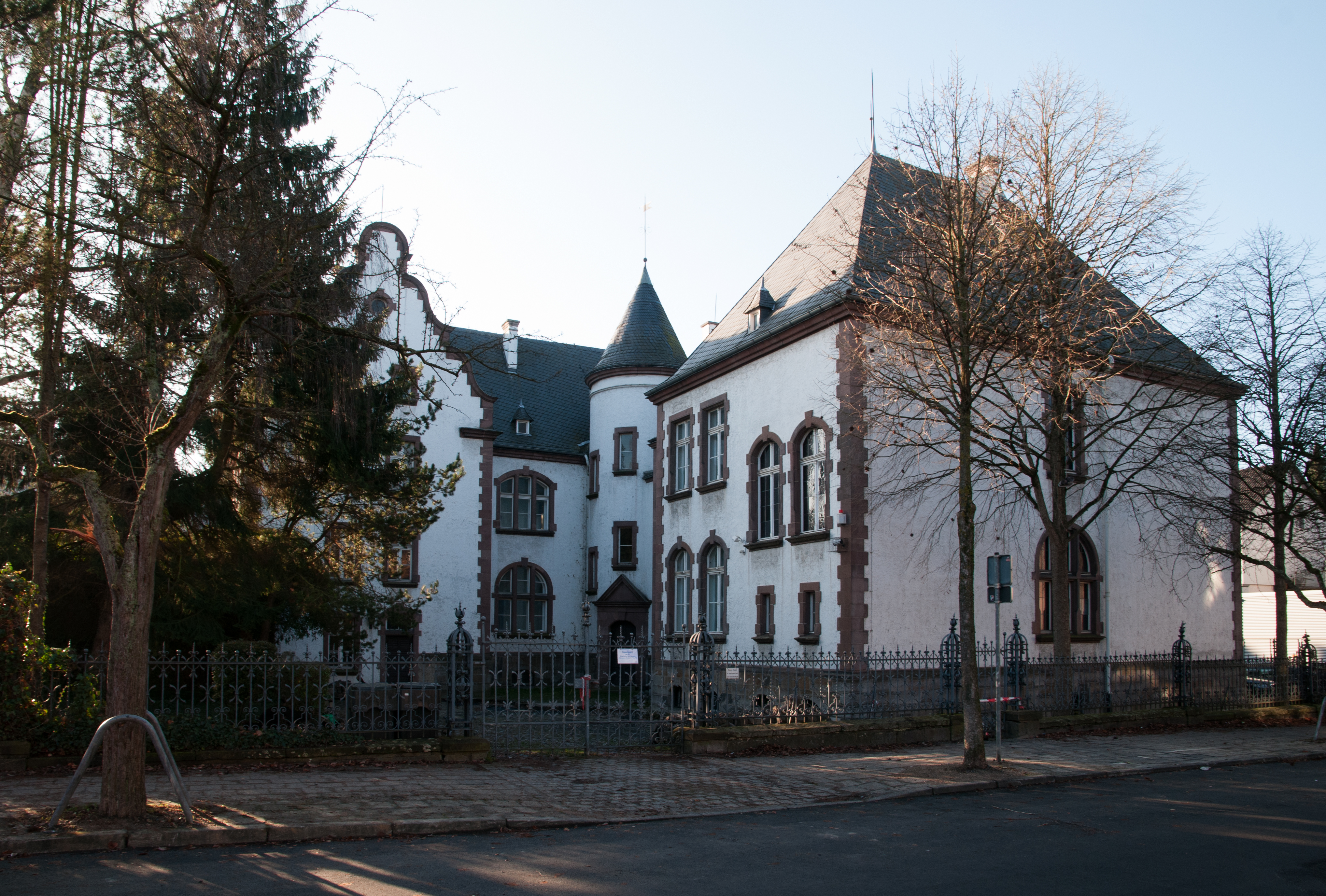
Ehemaliges Gerichtsgebäude

Das Amtsgericht Neheim-Hüsten war ein Amtsgericht mit Sitz in Neheim-Hüsten im Kreis Arnsberg.
Das Gericht wurde 1879 errichtet und gehörte zum Bezirk des Landgerichts Arnsberg. Am 1. Januar 1975 wurde es durch das Sauerland/Paderborn-Gesetz aufgehoben. Die Aufgaben werden seitdem durch das Amtsgericht Arnsberg wahrgenommen.
Das 1894 und 1895 errichtete Gerichtsgebäude in der Neheimer Schwester-Aicharda-Straße 12 diente zuletzt der städtischen Verwaltung und befindet sich heute in Privatbesitz. Es steht unter Denkmalschutz.